# Dichodontus grandis
Dichodontus grandis är en skalbaggsart som beskrevs av Conrad Ritsema 1882. Dichodontus grandis ingår i släktet Dichodontus och familjen Dynastidae. Inga underarter finns listade i Catalogue of Life.